# Nicholsina denticulata
Nicholsina denticulata is een  straalvinnige vissensoort uit de familie van papegaaivissen (Scaridae). De wetenschappelijke naam van de soort is voor het eerst geldig gepubliceerd in 1917 door Evermann & Radcliffe.
De soort staat op de Rode Lijst van de IUCN als niet bedreigd, beoordelingsjaar 2007.